# Steatoda latrodectoides
Steatoda latrodectoides là một loài nhện trong họ Theridiidae.
Loài này thuộc chi Steatoda. Steatoda latrodectoides được Pelegrin Franganillo-Balboa miêu tả năm 1913.